# آب‌انبار باغچه شیخ
آب‌انبار باغچه شیخ مربوط به دوره صفوی است و در لار، محله کوریچان، محله باغچه شیخ بعد از ساباط واقع شده و این اثر در تاریخ ۱۹ مرداد ۱۳۸۴ با شمارهٔ ثبت ۱۲۷۲۹ به‌عنوان یکی از آثار ملی ایران به ثبت رسیده است.